# Dede Korkut

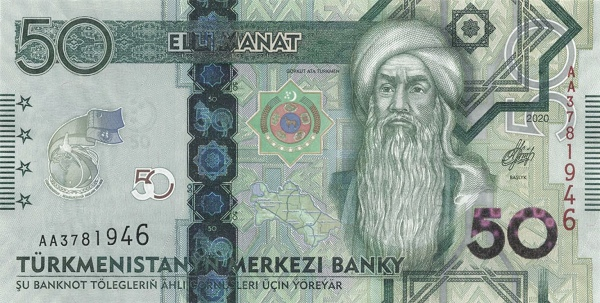
Darstellung auf einer Banknote von Turkmenistan

Das Buch von Dede Korkut (Kitab-i Dedem Korkut, zu deutsch: „Das Buch von (meinem) Großväterchen Korkut“) ist ein türkischer Erzählzyklus aus zwölf Geschichten. Er umfasst die ältesten überlieferten Elemente oghusischer Erzähltradition und ist eine der bekanntesten turksprachigen Überlieferungen. Benannt wurde das Epos nach dem Erzähler der Geschichten, der in jeder Geschichte auftaucht. Die Geschichten stammen aus mündlicher Tradition und basieren wohl auf den Erinnerungen der Oghusen an ihre zentralasiatische Heimat, wie einzelne geographische Namen nahelegen. Details der Erzählungen verweisen darauf, dass ihr Schauplatz zum Zeitpunkt ihrer schriftlichen Fixierung im Raum südlich des Kaukasus, mutmaßlich der Gegend um Kars und Erzurum, angesiedelt ist.
Neben der Türkei wird der Epenzyklus auch von Aserbaidschan, Kasachstan und Turkmenistan als nationales Erbe in Anspruch genommen. Im Westen ist der Erzähler in der geläufigen türkischen Form seines Namens bekannt geworden, auf Aserbaidschanisch wird er Dede Qorqud und auf Kasachisch Korkyt Ata genannt, ins Türkische dann als Korkut Ata gewendet („Ata“ ist archaischer und respektheischender als das heute familiär klingende „Dede“.); im Turkmenischen heißt er Gorkut Ata. Im Jahr 2018 wurde das Dede Korkut in die Repräsentative Liste des immateriellen Kulturerbes der Menschheit der UNESCO aufgenommen.

## Hauptfigur und Inhalt
Die Figur des Dede Korkut erinnert stark an Dichter und Magier der schamanistischen Ära. Als epischer Sänger begleitet er sich mit der Streichlaute kobys, die er selbst erfunden hat. Dede Korkut verkörpert die Erfahrung und die Vernunft der Ahnen. Er ist immer neutral und wird von Freund und Feind respektiert. Meist taucht er in der Pointe oder am Ende einer Geschichte auf, um Konflikte zu entwirren, Ratschläge zu erteilen oder um mit dem Feind zu verhandeln. Schließlich leitet er mit einem Plädoyer das glückliche Ende einer Geschichte ein, musiziert und singt auch gelegentlich. Eine historische Gestalt hinter dieser Figur versinkt im Nebel der Legenden. So wurde sein Grabmal mal nahe dem kaukasischen Derbent, mal an den Ufern des Syr-Darya gesucht oder verehrt.
Einige Geschichten sind in der türkischen Folklore in leicht veränderter Form noch lebendig. Zwei Geschichten (Tepegöz und Deli Dumrul) zeigen frappierende Ähnlichkeiten mit den griechischen Sagen über den Zyklopen Polyphem in der Odyssee und dem Admetos.

## Herkunft
Die Herkunft des Epos ist umstritten. Gegenwärtig wird angenommen, dass die Geschichten in der zweiten Hälfte des 15. Jahrhunderts gesammelt und zusammengestellt wurden. Die Sprache zeigt Anklänge an das Aserbaidschanische, ist aber vom heutigen Aserbaidschanischen verschieden. Daneben finden sich Wörter aus den Kiptschakischen Sprachen, sogar aus dem Mongolischen.

## Manuskripte und Ausgaben

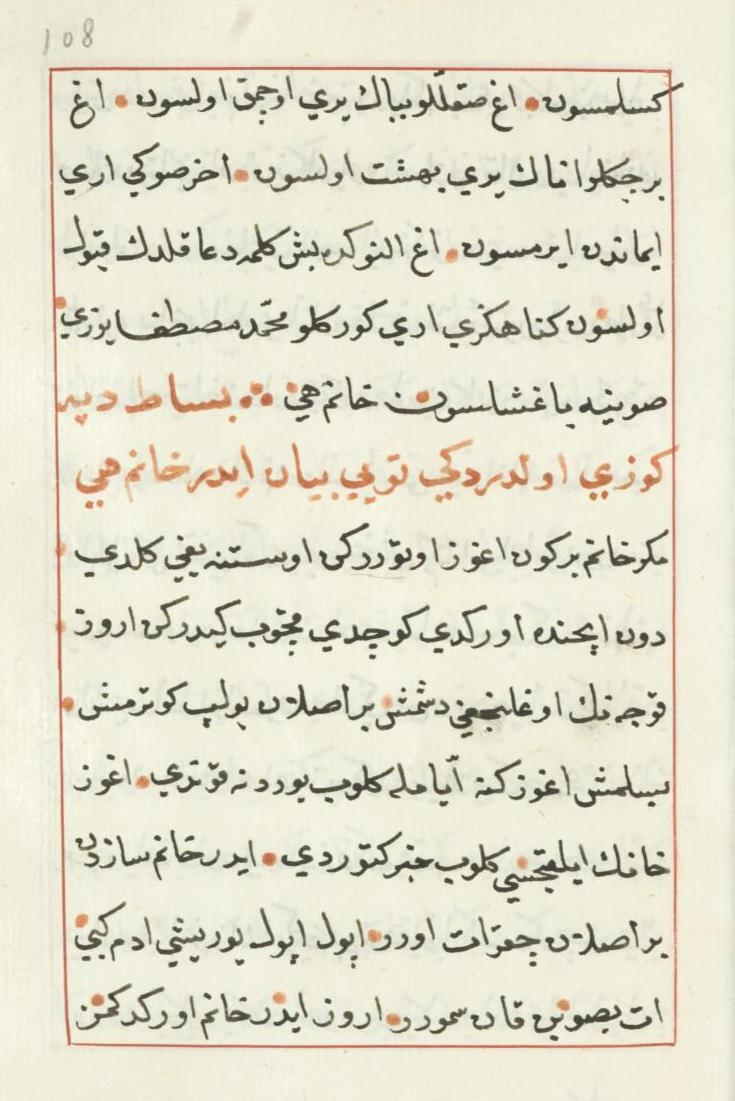
Ein Kitab-i Dedem Korkut Manuskript aus der Königlichen Bibliothek in Dresden. Dies kündet davon, wie Basat den Təpəgöz tötete. (basaṯ depę gözi öldürdügi toyï (=boyï) beyān ėder ḫānum hey)

Es ist nur ein einziges vollständiges Manuskript in der Sächsischen Landesbibliothek – Staats- und Universitätsbibliothek Dresden erhalten. Eine Kopie dieses Werkes wurde von Heinrich Friedrich von Diez für die Berliner Bibliothek angefertigt (Ms. Diez A Fol. 61). 1815 erschien sein Buch Die Denkwürdigkeiten Asiens. Die erste Ausgabe von Kilisli Muallim Rıfat im Jahre 1916 (Kitāb-i Dede Qorqūt ʾalā lisān-i ṭāʿif-i Oghūzān) basierte auf dieser Berliner Kopie, wie auch die transkribierte Ausgabe von Orhan Şaik Gökyay aus dem Jahre 1938.
Im Jahre 1950 entdeckte Ettore Rossi ein zweites unvollständiges Manuskript in der Vatikanbibliothek (Cod.Turc.102), welches er als Faksimile veröffentlichte. Im Jahre 1958 publizierte Muharrem Ergin den gesamten Text mit Faksimilen beider Handschriften.
Eine weitere Kopie dieses Werkes wurde im August 1972 für die Akademie der Wissenschaften der Aserbaidschanischen Republik angefertigt.

## Vermischtes
Die UNESCO erklärte das Jahr 1999 zum Dede-Korkut-Jahr. Die UNESCO lud 1999 Gäste aus Aserbaidschan und anderen turksprachigen Ländern nach Dresden ein, um die Handschrift zu feiern. Auch im Ausland fanden viele Feiern und Veranstaltungen zu Ehren von Dede Korkut statt.
Musa Eroğlu schrieb ein Lied mit dem Namen Dedem Korkut.
Die Universität Korkut Ata Üniversitesi in Osmaniye ist nach Dede Korkut benannt.
In dem Ruhnama des ehemaligen turkmenischen Diktators Saparmyrat Nyýazow wird die Zeit zwischen 650 u.Z bis zum 10. Jh. als die Epoche von Gorkut Ata (Dede Korkut) bezeichnet.